# ماري جين ريتشاردسون جونز
كانت ماري جين ريتشاردسون جونز (1819 – 26 ديسمبر 1909) داعية إلى إبطال العبودية، وفاعلة خير، ومناصرة لحق المرأة في الاقتراع وناشطة أمريكية.
وُلدت في تينيسي، وانتقلت إلى إلينوي مع عائلتها في سنيّ مراهقتها، حيث عاشت بقية حياتها. إلى جانب زوجها جون جونز، كانت شخصية إفريقية أمريكية رائدة في التاريخ المبكر لشيكاغو ومواطنة بارزة في المدينة. بعد وفاته في 1879، استمرت في دعم قضيته في الحقوق المدنية للأفارقة الأمريكيين والنهضة في شيكاغو، بالإضافة إلى الصيرورة مناصرة لحق المرأة في الاقتراع. وصفتها المؤرخة واندا أيه. هندريكس بكونها «أمّ رئيسة أرستقراطية ثرية، ترأست النخبة السوداء في [المدينة] لعقدين من الزمن».

## نشأتها
وُلدت ماري جين ريتشاردسون في 1819 في ممفيس، تينيسي. كانت ريتشاردسون من أسرة من الزنوج المُعتَقين، وهي ابنة إليجاه وديزا ريتشاردسون. كان والدها حدادًا، في حين كانت أمها، المنحدرة من كارولاينا الجنوبية، مدبرة منزل. كانت ريتشاردسون واحدة من الأطفال الأواسط بين تسعة أطفال وُلدوا لآل ريتشاردسون بين 1810 و1845.
في ثلاثينيات القرن التاسع عشر، انتقلت وعائلتها إلى آلتون في مقاطعة ماديسون، إلينوي. وقتما كانت مراهقة، شهدت أعمال الشغب التي أحاطت بمقتل الصحفي والناشط المناهض للعبودية إليجاه باريش لافجوي في آلتون. مرت جنازة لافجوي بحذاء منزل والدها، وهو حدث تذكرته ريتشاردسون «بوضوح» لسنوات تلت.

### زواجها وانتقالها إلى شيكاغو
في عام 1841، تزوجت من جون جونز، واتخذت اسمه. كان رجلًا أسود حرًا أصوله من كارولاينا الشمالية، التقته جونز للمرة الأولى في تينيسي وانتقل إلى آلتون ليتودد إليها. كان الزوجان مدركان دائمًا لإمكانية التشكيك في حالتهما باعتبارهما حُرين، وحصلا على نسخ جديدة من أوراق الإعتاق أمام محكمة في آلتون في 28 نوفمبر 1844. انتقلت جونز معه إلى شيكاغو في مارس 1845، بعد ثمانية سنوات فقط من إدماج المدينة. في طريقهما إلى هناك، اشتُبه رغم ذلك بكونهما عبدين فارين واحتُجزا، لكن أُطلق سراحهما إثر التماس من سائق حنطورهما.
وصل الزوجان إلى المدينة وبحوزتهما 3.50 دولار أمريكي فقط، ورهنا ساعة ليدفعا الإيجار ويشتريا موقدين. ومع ذلك، تمكنا بحلول عام 1850 من شراء منزل خاص بهما بعدما نجح عمل جون جونز في الخياطة. رغم أن كليهما كان أُميًا وقتما وصل إلى المدينة، علما نفسيهما بسرعة القراءة والكتابة، معتبرين ذلك مفتاحًا لكسب الاحترام.

## حياتهما السابقة للحرب في شيكاغو
في شيكاغو، كان آل جونز، إلى جانب ابنتهما لافينيا، أعضاء في مجتمع صغير للأفارقة الأمريكيين، والذي كان عدد أعضائه 140 فقط في المدينة وقتما وصلا. إلى جانب ثلاث نساء أخريات، صارت جونز زعيمة في الكنيسة الأسقفية الميثودية الإفريقية المتمركزة في كنيسة كوين، وطورتها إلى محطة يكثر فيها الإتجار على خط السكك الحديدية تحت الأرضي.
وقتما ازدهر عمل زوجها في الخياطة في 119 شارع ديربورن ولاقى نجاحًا سياسيًا، أدارت جونز منزل العائلة باعتباره مركزًا لنشاط السود ومقاومة رموز السود وغيرها من القوانين التقييدية مثل قانون العبيد اللاجئين. كان من بين أصدقائهما إبطاليون بارزون مثل فريدريك دوغلاس وجون براون. ظل براون ورفقائه، الذين وصفتهم جونز بأنهم «الرجال الأقسى مظهرًا الذين رأيتهم في حياتي»، مع آل جونز في طريقهم إلى الشرق إلى غارتهم على هاربرز فيري. قدمت جونز ملابس جديدة للراديكاليين، تتضمن، كما ذكرت في رواية روتها بعد سنوات، الكساء البُني الذي استمر لستة أشهر أخرى.